# Josué Sá
Josué Humberto Gonçalves de Sá (Lisboa, Portugal, 17 de junio de 1992), más conocido como Josué Sá, es un futbolista portugués. Juega de defensa y su equipo es el Gil Vicente F. C. de la Primeira Liga.

## Trayectoria
Se formó durante nueve años en la cantera del Sporting de Portugal y a los 17 años firmó por el Vitória Guimarães, con el que debutó en la Primeira Liga durante la temporada 2013-14.
El Vitória Guimarães lo traspasó en el verano de 2017 al Royal Sporting Club Anderlecht; con el club belga disputó el curso 17-18 y en verano de 2018 fue cedido al Kasımpaşa Spor Kulübü turco.
En agosto de 2019 llegó cedido a la S. D. Huesca con opción de compra desde el equipo belga por una temporada. Esta no fue ejercida y en octubre de 2020 se acabó desvinculando del R. S. C. Anderlecht para marcharse al P. F. C. Ludogorets Razgrad. El equipo búlgaro lo cedió en febrero de 2022 al Maccabi Tel Aviv F. C. hasta el mes de junio pero con la posibilidad de alargar su estancia en Israel un año más.
En agosto de 2022 regresó a Portugal después de firmar con el Rio Ave F. C. por dos temporadas. Pasado ese tiempo quedó libre y en julio de 2024 fichó por el Gil Vicente F. C. hasta 2027.

## Clubes
| Club                            | País     | Año       |
| ------------------------------- | -------- | --------- |
| Vitória de Guimarães B          | Portugal | 2011-2013 |
| G. D. Chaves (cedido)           | Portugal | 2011-2012 |
| Vitória de Guimarães            | Portugal | 2013-2017 |
| R. S. C. Anderlecht             | Bélgica  | 2017-2020 |
| Kasımpaşa S. K. (cedido)        | Turquía  | 2018-2019 |
| S. D. Huesca (cedido)           | España   | 2019-2020 |
| P. F. C. Ludogorets Razgrad     | Bulgaria | 2020-2022 |
| Maccabi Tel Aviv F. C. (cedido) | Israel   | 2022      |
| Rio Ave F. C.                   | Portugal | 2022-2024 |
| Gil Vicente F. C.               | Portugal | 2024-     |

## Palmarés

### Títulos nacionales
| Título                   | Club                        | País     | Año  |
| ------------------------ | --------------------------- | -------- | ---- |
| Primera Liga de Bulgaria | P. F. C. Ludogorets Razgrad | Bulgaria | 2021 |
| Supercopa de Bulgaria    | P. F. C. Ludogorets Razgrad | Bulgaria | 2021 |